# (3693) Barringer
(3693) Barringer ist ein Asteroid des Hauptgürtels, der am 15. September 1982 vom US-amerikanischen Astronomen Edward L. G. Bowell an der Anderson Mesa Station (IAU-Code 688) des Lowell-Observatoriums in Coconino County entdeckt wurde.
Benannt wurde der Asteroid nach dem US-amerikanischen Geologen Daniel Barringer (1860–1929), der als Erster die Existenz eines Meteorkraters auf der Erde nachgewiesen hat.